# Dominik Schollmayer

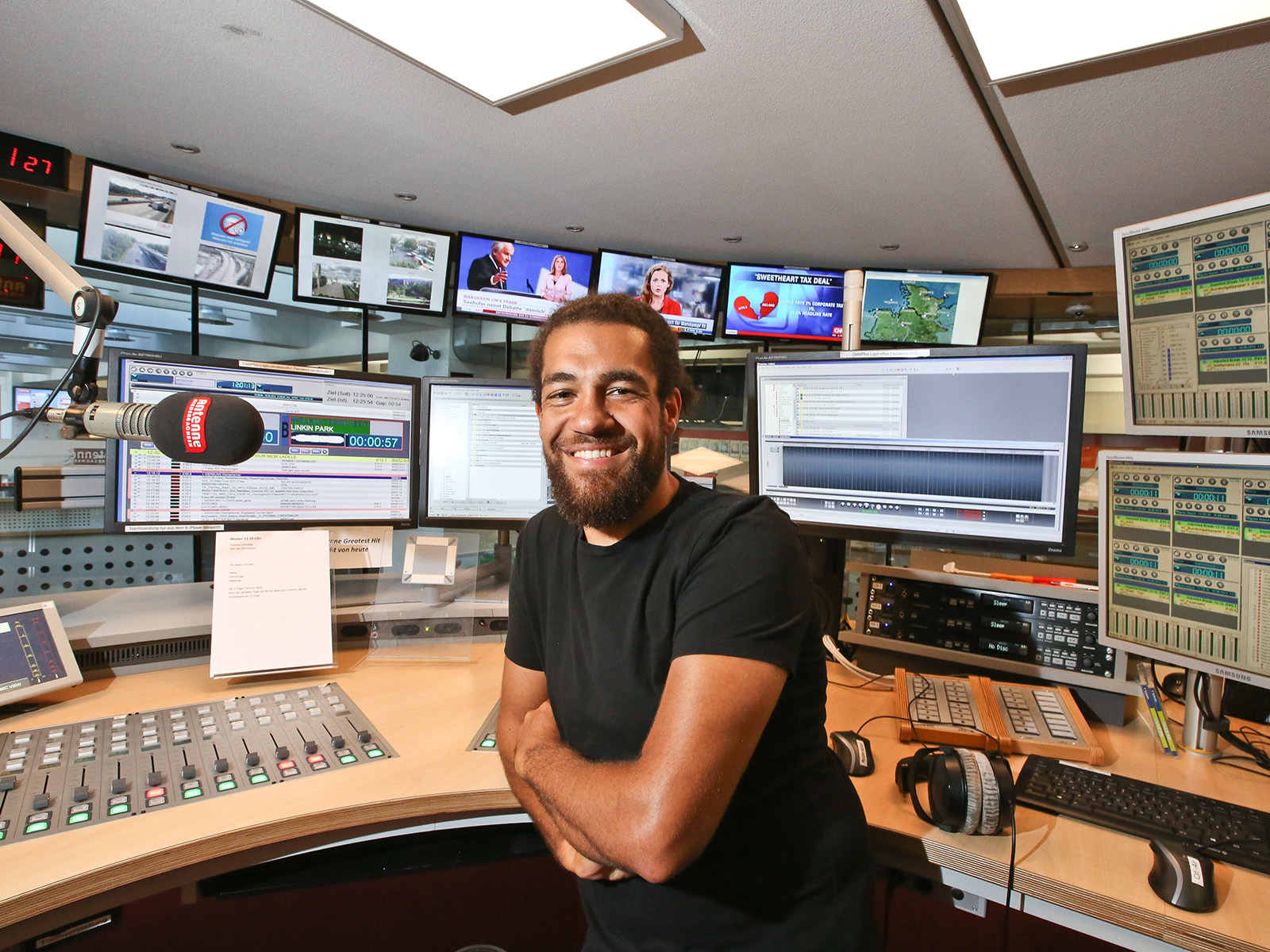
Dominik Schollmayer im Studio von Antenne Niedersachsen

Dominik Frank-Thomas „der“ Schollmayer (* 10. Oktober 1982 in Sindelfingen) ist ein deutscher Hörfunkmoderator und Anchorman.

## Leben
Schollmayer war schon seit seiner Jugendzeit klar, dass er im Hörfunk arbeiten möchte. Er verließ 2002 das Lise-Meitner-Gymnasium in Böblingen mit dem Abitur und besuchte von Oktober 2003 bis Oktober 2005 die Hochschule für Musik und Darstellende Kunst Stuttgart. Dort belegte er das Fach Sprecherziehung. Von Juni 1998 bis Dezember 2002 arbeitete er nebenbei als Moderator bei Radio BB. Daneben war er von 2001 bis 2002 Betreuender Redakteur des Jugendradioprojekts Airmailradio. Bei dem Sender sammelte er insgesamt viereinhalb Jahre Erfahrungen in  Hörfunktechnik und Moderation. Während seines Studiums arbeitete er bei NRJ Region Stuttgart von 2002 bis 2004 in der Moderation und war im letzten Jahr zusätzlich Head of MA & fester. Daneben war er im Jahr 2003 ebenfalls Moderator und Redakteur von SWR dasding.

## Karriere
Noch während seines Studiums trat er eine Stelle als Moderator und Redakteur bei bigFM an. Dort blieb er insgesamt zwei Jahre von 2004 bis 2006. In den letzten drei Monaten arbeitete er überwiegend als Moderator für das Programm  radio2see. Direkt danach ging er zu Antenne Niedersachsen. Dort moderierte er bis zum Jahr 2008 das nach ihm benannte Nachmittagsmagazin der Schollmayer. Im Juli 2008 folgte der Wechsel ins Morgenmagazin von Antenne Niedersachsen als Morgenshowanchor. Im April 2012 verließ Schollmayer Antenne Niedersachsen und wechselte im selben Jahr zum ebenfalls in Niedersachsen angesiedelten Sender radio ffn. Dort war er ab Juli 2012 Anchor seiner eigenen Sendung Schollmayer am Nachmittag bei ffn. Im Oktober 2014 wurde bekannt, dass Schollmayer beginnend ab dem 1. Januar 2015 eine einjährige Weltreise antritt und vorübergehend nicht mehr als Moderator arbeitet. Im Dezember wurde bekannt, dass Schollmayer nicht zu Radio ffn zurückkehren wird. Ab September 2016 war Dominik Schollmayer wieder bei Antenne Niedersachsen als Moderator tätig. Ende 2023 wurde die gemeinsame Zusammenarbeit beendet.